# Круглица (Сокольский район)
Круглица — деревня в Сокольском районе Вологодской области.
Входит в состав Воробьёвского сельского поселения, с точки зрения административно-территориального деления — в Воробьёвский сельсовет. Расположена к северу от автодороги А123.
Расстояние по автодороге до районного центра Сокола — 59 км, до центра муниципального образования Воробьёва — 3 км.
По данным переписи в 2002 году постоянного населения не было.